# ГЕС Колбун
ГЕС Колбун (ісп. Colbun) — гідроелектростанція в центральній частині Чилі у регіоні Мауле (VII Регіон). Знаходячись між ГЕС Пєуенче (вище за течією) та ГЕС Мачикура, входить до складу каскаду каскаду на річці Мауле, яка впадає до Тихого океану в місті Констітусьон. Можливо також відзначити, що того ж водосховища Колбун живиться також ГЕС Чібурго, споруджена на два десятиліття пізніше від станції Колбун.
В межах проекту Мауле перекрили земляною греблею висотою 116 метрів та довжиною 550 метрів, яка потребувала біля 13 млн м3 матеріалу. Під час її спорудження воду відвели за допомогою двох тунелів довжиною 0,9 та 0,8 км з перетином 16х13 метрів, для облицювання яких використали 80 тис. м3 бетону. Гребля утримує велике водосховище з площею поверхні 47 км2 (за іншими даними 57 км2), об'ємом 1490 млн м3 (за іншими даними 1550 млн м3) та корисним об'ємом 1116 млн м3, в якому можливе коливання рівня поверхні між позначками 397 та 436 метрів НРМ.
Від сховища вода подається на захід через водорозділ зі сточищем річки Лонкомілла, великої лівої притоки Мауле, суттєва різниця у висоті між якими стала основою цієї дериваційної схеми. Спершу ресурс потрапляє до підвідного тунелю довжиною 2,6 км та діаметром 8 метрів, з'єднаному на завершальному етапі з балансувальним резервуаром висотою 104 метри та діаметром камери від 12 до 20 метрів. Після цього починається напірний водовід діаметром 7,2 метра, який включає вертикальну шахту глибиною 85 метрів та в підсумку розділяється на два відгалуження діаметром по 4,6 метра.
Ресурс спершу надходить до підземного вузла запобіжних клапанів (довжина 80 метрів з перетином від 11х11 метрів до 11х16 метрів), а далі потрапляє у розташований на глибині в сотню метрів машинний зал (розміри 91х24 метри при висоті 33 метри). Доступ персоналу до останнього здійснюється через тунель довжиною 250 метрів з перетином 7,5х6,5 метра.
Основне обладнання станції становлять дві турбіни типу Френсіс загальною потужністю 474 МВт, які працюють при напорі у 168 метрів. В 2013-му вони забезпечили виробництво 1432 млн кВт-год електроенергії.
Відпрацьована вода потрапляє до відвідного тунелю/каналу довжиною 2,7 км, який виводить до сховища Machicura, створеного у сточищі струмка Estero Machicura, що впадає праворуч до Ріо-Рарі, правої притоки річки Путаган, котра вже в свою чергу впадає праворуч до Лонкомілла.